# Имамбаги
Имамбаги (азерб. İmambağı) — село в Джебраильском районе Азербайджана.

## История
В годы Российской империи село Имамбаги входило в состав Джебраильского уезда Елизаветпольской губернии, а в советские годы — в состав Джебраильского района Азербайджанской ССР. В результате Первой карабахской войны в августе 1993 года село перешло под контроль армянских вооружённых сил.
20 октября 2020 года президент Азербайджана Ильхам Алиев объявил о переходе села Имамбаги Джебраильского района под контроль ВС Азербайджана. В декабре того де года минобороны Азербайджана распространило видеорепортаж из разрушенного села.

## Экономика
До 1993 года основной отраслью хозяйства была животноводство.